# 張京元
张京元（？—？），字思德，别字无始，號钟山，南直隶扬州府泰兴县人，明朝政治人物。同进士出身。

## 生平
萬曆二十八年（1600年）庚子科舉人，三十二年（1604年）甲辰科進士。都察院觀政，初授户部主事，三十三年崇崇文门税课，三十五年浙江監兑，三十六年通州管仓，本年升江西司员外，三十七年养病，三十九年京察，四十一年補长芦运判，四十四年升南户部主事，四十五年升员外，四十六年淮安鈔关，本年升浙江司郎中，泰昌元年升江西佥事，天启元年升本省提学参议，三年升四川副使，分巡上川东道，十月改守川东，本年降職。

## 家族
正德九年進士張𦒎曾孫，

## 成就
张京元书法精妙，与泰州储巏、黄桥何南金号称“淮南三俊”。